# Meta Rainer
Meta Rainer, slovenska mladinska pesnica in prevajalka, * 23. februar 1904, Ptujska Gora, † 13. januar 1995, Polzela.
Rainerova je leta 1932 maturirala na učiteljišču v Ljubljani. Službovala je na Štajerskem, med 2. svet. vojno pa je bila izgnana v Srbijo. Leta 1952 je diplomirala na nekdanji VPŠ v Ljubljani, nato je do 1962 kot predmetna učiteljica poučevala na Polzeli in Žalcu. Izdala je knjigo satir in humoresk Skozi prste (1992) in več zbirk mladinske poezije. Njene pesmi so po vsebini in izrazu tradicionalne: pogosti so motivi otrok v družinskem krogu oziroma šoli. Za njene mladinske pesmi sta značilna predvsem humor in igrivost ter posredna vzgojnost.